# Sindelfingen
Sindelfingen é uma cidade da Alemanha, no distrito de Böblingen, na região administrativa de Estugarda, estado de Baden-Württemberg onde também se encontra um grande polo da montadora Mercedes Benz.